# Hygrochelifer indicus
Hygrochelifer indicus är en spindeldjursart som beskrevs av E.N. Murthy och Taracad Narayanan Ananthakrishnan 1977. Hygrochelifer indicus ingår i släktet Hygrochelifer och familjen tvåögonklokrypare. Inga underarter finns listade i Catalogue of Life.